# World Rally Championship (Computerspielreihe)
World Rally Championship, kurz WRC bezeichnet zwei unterschiedliche Rallyesimulationsserien. Die erste Spielserie von fünf Teilen wurde zwischen 2001 und 2005 von Evolution Studios entwickelt und von Sony ausschließlich für die PlayStation 2 publiziert. Die zweite Spielserie von bisher elf Teilen seit 2010 von Milestone S.r.l. (bis zum 4. Teil) sowie Kylotonn (seit Teil 5) erschienen anfangs für PlayStation 3, Xbox 360 sowie Microsoft Windows, der fünfte und sechste Teil zusätzlich für PlayStation 4 und Xbox One. Daneben erschienen jeweils zwei zusätzliche Spiele, die jedoch aufgrund ihrer jeweiligen Spezifikationen von den regulären Spielserien abweichen. 1. World Rally Championship aus dem Jahr 2005 für PlayStation Portable sowie 2. WRC Powerslide aus dem Jahr 2013 für PlayStation Network, Xbox Live Arcade und Windows.
Im Gegensatz zu anderen Rallyesimulationen wie Colin McRae Rally (später: DiRT Rally) oder Richard Burns Rally sind die Spiele der Serie mit der FIA-Lizenz offiziell lizenziert. Somit sind in den Spielen alle Fahrzeuge und Rallyes sowie alle realen Fahrernamen der World Rally Championship enthalten. Die einzige Ausnahme ist Colin McRae, da Codemasters, der Entwickler von Colin McRae Rally, bereits die Rechte an dem Namen besitzt.
Bisher lagen die Rechte bei Bigben Interactive, die am 3. November 2022 mit WRC Generations einen elften Teil der Serie veröffentlichten, doch ab 2023 besitzt Codemasters die Lizenz für offizielle WRC-Computerspiele – vorerst bis 2027. Einen ersten Titel mit der Lizenz kündigte Codemasters für das Jahr 2024 an.

## Spielserie 1 (PlayStation 2) 2001–2005

### World Rally Championship
World Rally Championship erschien am 30. November 2001 als erster Teil der Serie. Es basiert auf den Daten der WRC-Saison 2001.
Das Spiel beinhaltet einen Karrieremodus, welcher es dem Spieler erlaubt, an der Rallye-Weltmeisterschaft 2001 teilzunehmen. WRC beinhaltet ebenfalls ein Schadensmodell, welches optisch dargestellt wird. Die Beschädigungen wirken sich ebenfalls auf das Fahrverhalten des Fahrzeugs aus.

#### Rallyes
Im Spiel sind alle Rallyes der WRC-Saison 2001 zu jeweils fünf Etappen befahrbar. Zusätzlich gibt es insgesamt sechs freischaltbare Bonusetappen und fünf Etappen ausschließlich für den Splitscreen-Modus. 10 der insgesamt 81 Etappen sind im Splitscreen-Modus für zwei Spieler befahrbar. Die Rallyes finden auf unterschiedlichen Fahrbahnbelägen statt: Staub, Schlamm, Schnee und Asphalt. Sie unterscheiden sich nicht nur optisch, sondern auch im Fahrverhalten der Fahrzeuge. Eine Besonderheit sind die Ansagen des Copiloten über Gefahren und die folgenden Kurven.
| - Rallye Monte Carlo - Rallye Schweden - Rallye Portugal - Rallye Katalonien - Rallye Argentinien - Rallye Zypern - Rallye Griechenland | - Rallye Safari - Rallye Finnland - Rallye Neuseeland - Rallye San Remo - Rallye Korsika - Rallye Australien - Rallye Großbritannien |

#### Fahrzeuge
Das Spiel beinhaltet alle sechs Fahrzeuge, welche an der WRC-Saison 2001 teilnahmen. Sie zeichnen sich durch unterschiedliche Fahreigenschaften aus. Es stehen mehrere Perspektiven zur Auswahl, darunter auch eine für die damalige Zeit fortschrittliche Cockpitperspektive in 3D-Grafik.
| - Mitsubishi Lancer - Subaru Impreza - Ford Focus - Citroën Xsara | - Peugeot 206 - Škoda Octavia - Hyundai Accent |

### WRC II Extreme
WRC II Extreme erschien am 27. November 2002 als zweiter Teil der Serie. Es basiert auf den Daten der WRC-Saison 2002.
In diesem Teil der Serie können erstmals vier Spieler mit LAN-Verbindung gegeneinander spielen. Der Zusatz Extreme bedeutet, dass alle Strecken z. T. sehr herausfordernd sind und auch dass es, auch neu, die getunten Extreme cars gibt, die man freischalten kann. Die Fahrphysik gilt als relativ realistisch. Kritisiert wurde allerdings die geringe Fahrzeugbeschädigung bei Überschlägen und das unrealistische Abprallverhalten an Streckenbegrenzungen. Auch die Grafik ist für damalige Verhältnisse sehr detailliert und es lässt sich bis zu fünf Kilometer in die Ferne schauen. Im Vergleich zu Colin McRae Rally 3 liegen Grafik und Fahrphysik von WRC II Extreme jedoch etwas zurück. Die Fahrzeuge im Spiel haben die echten Motor-Sounds der 2002er Autos.
Für die Musik in WRC II Extreme wirkten The Chemical Brothers mit. So sind ihre Lieder Come with us und Star Guitar aus dem gleichnamigen Album im Spiel zu hören.
WRC II Extreme wurde von 4Players mit einer Wertung von 89 % als „sehr gut“ ausgezeichnet.

#### Rallyes
Das Spiel enthält 14 Rallyes mit bis zu neun Etappen und 42 freischaltbare Bouns-Etappen. Für die Entwicklung der insgesamt 800 km Rallyestrecken und die Umgebung wurde auf Satellitenbilder zurückgegriffen. In diesem Teil der Serie ist erstmals die Rallye Deutschland befahrbar.
| - Rallye Monte Carlo - Rallye Schweden - Rallye Korsika - Rallye Katalonien - Rallye Zypern - Rallye Argentinien - Rallye Griechenland | - Rallye Safari - Rallye Finnland - Rallye Deutschland - Rallye San Remo - Rallye Neuseeland - Rallye Australien - Rallye Großbritannien |

#### Fahrzeuge
Hier sind alle Fahrzeuge der Saison 2002 enthalten. Man kann auch die getunten „Extreme-Cars“-Versionen der Autos (Ausnahme Citroën Xsara) freischalten.
| - Mitsubishi Lancer - Subaru Impreza - Ford Focus - Citroën Xsara | - Peugeot 206 - Škoda Octavia - Hyundai Accent |

### WRC 3
WRC 3 erschien am 21. November 2003 als dritter Teil der Serie. Es basiert auf den Daten der WRC-Saison 2003. WRC 3 wurde erstmals auch außerhalb von Europa in Japan angeboten.
Verbessert wurde vor allem die Fahrphysik. Die Rallye-Fahrzeuge verhalten sich in dem Spiel wesentlich träger und damit realistischer. Auch bei Kollisionen mit der Streckenbegrenzung verhalten sich die Fahrzeuge erstmals realistisch. Mit WRC 3 holte die Serie erheblich auf die Colin-McRae-Rally-Serie auf. Gut gelungen sind auch die Staub- und Wettereffekte, jedoch werden die Bodentexturen kritisiert. An den sehr realistischen Motor- und Getriebegeräuschen lassen sich sogar Beschädigungen erkennen. Es sind über 125 Etappen befahrbar.
WRC 3 wurde von 4Players mit einer Wertung von 87 % als „sehr gut“ ausgezeichnet.

#### Rallyes
| - Rallye Monte Carlo - Rallye Schweden - Rallye Türkei - Rallye Neuseeland - Rallye Argentinien - Rallye Griechenland - Rallye Zypern | - Rallye Deutschland - Rallye Finnland - Rallye Australien - Rallye San Remo - Rallye Korsika - Rallye Katalonien - Rallye Großbritannien |

#### Fahrzeuge
| - Mitsubishi Lancer - Subaru Impreza - Ford Focus - Citroën Xsara | - Peugeot 206 - Škoda Fabia - Hyundai Accent |

### WRC 4
WRC 4 erschien am 27. Oktober 2004 als vierter Teil der Serie. Es basiert auf den Daten der WRC-Saison 2004.
Eine Neuigkeit in diesem Teil der Serie ist ein Online-Modus.

#### Rallyes
| - Rallye Monte Carlo - Rallye Schweden - Rallye Mexiko - Rallye Neuseeland - Rallye Zypern - Rallye Griechenland - Rallye Türkei - Rallye Argentinien | - Rallye Finnland - Rallye Deutschland - Rallye Japan - Rallye Großbritannien - Rallye Sardinien - Rallye Korsika - Rallye Katalonien - Rallye Australien |

#### Fahrzeuge
In WRC 4 sind erstmals Fahrzeuge der kleineren Super 1600-Klasse fahrbar.

##### WRC
| - Mitsubishi Lancer - Subaru Impreza - Ford Focus | - Citroën Xsara - Peugeot 307 CC - Škoda Fabia I |

##### Super 1600
| - Citroën C2 - Ford Fiesta - Peugeot 206 | - Renault Clio - Suzuki Ignis |

### WRC: Rally Evolved
WRC: Rally Evolved oder auch WRC 5 erschien am 26. Oktober 2005 als fünfter und letzter Teil der Serie, weil Sony nur die WRC-Lizenz bis 2005 besaß. Es basiert auf den Daten der WRC-Saison 2005.
WRC: Rally Evolved stellt die höchste Evolutionsstufe der Serie dar und ist auf maximalen Realismus ausgerichtet. Die Rallyestrecken erscheinen alle in völlig eigenständigen Streckendesigns. Jede Etappe hat ihren eigenen Charakter und weist unterschiedliche Besonderheiten auf. Neu sind unvorhersehbare Ereignisse, welche auf einigen Etappen vorkommen können. So können am Streckenrand Streckenposten stehen, welche vor einer Gefahr warnen, und kurz darauf taucht ein verunfalltes Fahrzeug am Streckenrand auf. Gelegentlich überqueren Tiere die Fahrbahn oder es lösen sich schwere Felsbrocken von einem Hang und blockieren die Fahrbahn. Die Grafik wurde erneut verbessert und die realistischen Motorsounds unterscheiden sich bei allen Fahrzeugen. Der Copilot gibt menschliche Ansagen und Kommentare. Für die abwechslungsreichen und aufwändig dargestellten Strecken mussten allerdings einige Einschränkungen bei der Anzahl der befahrbaren Streckenkilometer vorgenommen werden. Die Rallyes bestehen in WRC: Rally Evolved aus lediglich drei eher kurzen Etappen, während beim Vorgängerteil eine Rallye aus sechs Etappen besteht.
Als komplett neuer Spielmodus kann in diesem Spiel erstmals Rallycross gegen KI-Gegner gefahren werden. Dabei befinden sich vier Fahrzeuge auf der Strecke, welche gegeneinander ein Rennen fahren. Die Rennen werden auf denselben Strecken ausgetragen, die auch als WRC-Wertungslauf befahrbar sind. Dieser Modus wird allerdings wegen der schlechten Künstlichen Intelligenz kritisiert, da die Computergegner eine sehr aggressive und unrealistische Fahrweise haben. Rallycross ist auch im Splitscreen-Modus und online spielbar.
WRC: Rally Evolved wurde von 4Players mit einer Wertung von 84 % als „gut“ bewertet.

#### Rallyes
| - Rallye Monte Carlo - Rallye Schweden - Rallye Mexiko - Rallye Neuseeland - Rallye Sardinien - Rallye Zypern - Rallye Türkei - Rallye Griechenland | - Rallye Argentinien - Rallye Finnland - Rallye Deutschland - Rallye Großbritannien - Rallye Japan - Rallye Korsika - Rallye Katalonien - Rallye Australien |

#### Fahrzeuge
In WRC: Rally Evolved sind erstmals Fahrzeuge der historischen Gruppe B fahrbar, welche sich neben den „Extreme Cars“ freischalten lassen. Neu sind auch insgesamt sechs Fahrzeuge von Privatfahrern, welche zum ersten Mal in das Spiel integriert wurden.

##### WRC
| - Mitsubishi Lancer - Subaru Impreza - Ford Focus | - Citroën Xsara - Peugeot 307 CC - Škoda Fabia |

##### Super 1600
| - Fiat Punto - Ford Fiesta - Peugeot 206 | - Renault Clio - Suzuki Ignis - Suzuki Swift |

##### Gruppe B
| - Audi Sport quattro - Ford RS200 - Lancia Rally 037 | - Lancia Delta S4 - Peugeot 205 - Renault 5 Turbo |

## Spielserie 2 (Multi) ab 2010
Die Reihe wurde vom ersten Teil bis einschließlich WRC 4: FIA World Rally Championship von Milestone entwickelt und Black Bean Games vertrieben. Anschließend folgte der Wechsel zum Entwickler Kylotonn, welcher die Serie seit Teil 5 entwickelt. Ab dem sechsten Teil übernahm Bigben Interactive das Publishing. Alle bisherigen Teile erhielten von der USK eine Freigabe ohne Altersbeschränkung. Die Lizenz für Computerspiele zur World Rally Championship wird ab 2023 bei Codemasters liegen, die für 2024 ein Computerspiel mit der WRC-Lizenz angekündigt haben.

### WRC: FIA World Rally Championship
WRC: FIA World Rally Championship erschien am 8. Oktober 2010 als erster Teil der neuen Serie. Es basiert auf den Daten der WRC-Saison 2010.
Es ist das erste unter offizieller Lizenz der WRC erscheinende Spiel, welches auch für die XBOX 360 und den PC veröffentlicht wird. Zudem erschien es auch für PlayStation 3. Es verfügt über die offiziellen Fahrzeuge, Fahrer und Beifahrer aus der Saison 2010 und beinhaltet die drei Rennklassen der WRC 2010: Die World Rally Championship, Super 2000 World Rally Championship und die Junior World Rally Championship.
Ein herunterladbares Auto-Pack mit Gruppe B Rallye-Autos aus den 1980er Jahren, wurde am Tag der Veröffentlichung des Spiels zur Verfügung gestellt.

### WRC 2: FIA World Rally Championship
WRC 2: FIA World Rally Championship erschien am 14. Oktober 2011. Es basiert auf den Daten der WRC-Saison 2011 und verfügt über die offiziellen Fahrzeuge, Fahrer und Beifahrer aus der WRC-Saison 2011.
Das Spiel erschien wie der Vorgänger für PlayStation 3, Xbox 360 und PC.

### WRC 3: FIA World Rally Championship
WRC 3: FIA World Rally Championship erschien am 12. Oktober 2012. Es basiert auf den Daten der WRC-Saison 2012.
Es verfügt über die offiziellen Fahrzeuge, Fahrer und Beifahrer aus der WRC-Saison 2012.
Neben PlayStation 3, Xbox 360 und Windows erschien das Spiel auch für die PlayStation Vita.

### WRC 4: FIA World Rally Championship
WRC 4: FIA World Rally Championship erschien am 25. Oktober 2013. Es basiert auf den Daten der WRC-Saison 2013.
Es verfügt über die offiziellen Fahrzeuge, Fahrer und Beifahrer aus der WRC-Saison 2013 und wurde wie sein Vorgänger für PlayStation 3, Xbox 360, Windows und PS Vita veröffentlicht.

### WRC 5: FIA World Rally Championship
WRC 5: FIA World Rally Championship erschien am 16. Oktober 2015. Es basiert auf den Daten der WRC-Saison 2015.
Es verfügt über die offiziellen Fahrzeuge, Fahrer und Beifahrer aus der WRC-Saison 2015, sowie durch nachkaufbare Inhalte auch die WRC-Saison 2016.
Wie der Vorgänger erschien das Spiel für PlayStation 3, Vita, Xbox 360 und PC. Es wurden allerdings auch Versionen für Xbox One und PlayStation 4 veröffentlicht.
Es ist der erste Teil der Serie, der nicht mehr von Milestone S.r.l. sondern von Kylotonn entwickelt wurde.
Das deutschsprachige Onlinemagazin 4Players wertete den Titel als katastrophalen Gesamtreinfall, der im Test der PlayStation-4-Fassung mit lediglich 46 Prozentpunkten bewertet wurde.

„Schwache Technik, enttäuschendes Fahrgefühl, Zeiten-Beschiss: Mit WRC 5 hat die offizielle Reihe zur Rallye-WM den vorläufigen Tiefpunkt erreicht!“

### WRC 6: FIA World Rally Championship
WRC 6: FIA World Rally Championship erschien am 7. Oktober 2016. Es basiert auf den Daten der WRC-Saison 2016.
Es verfügt über die offiziellen Fahrzeuge, Fahrer und Beifahrer aus der WRC-Saison 2016. Als Neuerung sind 12 originalgetreue Super-Wertungsprüfungen enthalten. Die restlichen Wertungsprüfungen sind lediglich an die realen Strecken angelehnt. Es werden die Rennklassen Junior WRC (J-WRC), WRC 2 und WRC angeboten.
Das Spiel wurde von Bigben Interactive für PlayStation 4, Xbox One und Windows veröffentlicht.

### WRC 7: FIA World Rally Championship
WRC 7: FIA World Rally Championship erschien am 15. September 2017. Es basiert auf den Daten der WRC-Saison 2017.
Es verfügt über die offiziellen Fahrzeuge, Fahrer und Beifahrer aus der WRC-Saison 2017. Es werden die Rennklassen Junior WRC (J-WRC), WRC 2 und WRC angeboten.
Das Spiel erschien für PlayStation 4, Xbox One und Microsoft Windows.

### WRC 8 – The Official Game
Mit WRC 8 – The Official Game erschien am 5. September 2019 der achte Teil der Serie in digitalem Vertrieb für PlayStation 4, Xbox One und Windows. Auf Datenträgern erschien das Spiel einen Tag später für PlayStation 4 und Xbox One. Ein Datenträger-Release für PC folgte am 20. September 2019 und eine Fassung für die Nintendo Switch am 14. November des gleichen Jahres. Das Spiel erschien auf PC exklusiv für den Epic Games Store. Eine Veröffentlichung auf Steam fand erst im September 2020 statt. Das Spiel wird mit 52 Rallye-Teams und über 100 Etappen in 14 Ländern beworben.

### WRC 9 – The Official Game
Ein neunter Teil der Serie ist am 3. September 2020 erschienen.

### WRC 10: FIA World Rally Championship
Ein zehnter Teil der Serie ist am 2. September 2021 erschienen.

### WRC Generations – The FIA WRC Official Game
WRC Generations wurde am 3. November 2022 für Windows, PlayStation 4, PlayStation 5, Xbox One und Xbox Series X/S veröffentlicht